# HDK Stavbar Maribor
HDK Stavbar Maribor (celým názvem: Hokejsko drsalni klub Stavbar Maribor) je slovinský klub ledního hokeje, který sídlí v Mariboru v Podrávském regionu. Založen byl v roce 1993. Od sezóny 2011/12 hraje mužstvo nepřetržitě ve slovinské nejvyšší soutěži v ledním hokeji. Klubové barvy jsou černá a bílá.
Své domácí zápasy odehrává v hale Ledna dvorana Tabor s kapacitou 3 000 diváků.

## Získané trofeje
- Slohokej Liga (1×)
  - 2009/10

## Přehled ligové účasti
Zdroj:
- 1993–1999: Slovenska hokejska liga (1. ligová úroveň ve Slovinsku)
- 2000–2010: Slovenska hokejska liga (1. ligová úroveň ve Slovinsku)
- 2009–2012: Slohokej Liga (mezinárodní soutěž)
- 2011– : Slovenska hokejska liga (1. ligová úroveň ve Slovinsku)
- 2012–2013: Prvenstvo Hrvatske u hokeju na ledu (1. ligová úroveň v Chorvatsku)
- 2013–2014: Inter-National-League (mezinárodní soutěž)
- 2017–2018: International Hockey League (mezinárodní soutěž)

## Účast v mezinárodních pohárech
Zdroj:
Legenda: SP - Spenglerův pohár, EHP - Evropský hokejový pohár, EHL - Evropská hokejová liga, SSix - Super six, IIHFSup - IIHF Superpohár, VC - Victoria Cup, HLMI - Hokejová liga mistrů IIHF, ET - European Trophy, HLM - Hokejová liga mistrů, KP - Kontinentální pohár
- KP 2008/2009 – 2. kolo, sk. E (3. místo)
- KP 2009/2010 – 3. kolo, sk. D (4. místo)
- KP 2010/2011 – 2. kolo, sk. C (3. místo)